# Eustreptospondylus
Eustreptospondylus là một chi khủng long, được A. D. Walker mô tả khoa học năm 1964.